# 農民 (歌曲)
《農民》屬於Beyond所創作，收錄於Beyond第八張專輯《繼續革命》。
此曲有廣東話和國語部份，內容大抵是描述一個中國農民的生活，如何在艱困的生活中逆境自強。但廣東話和國語的版本卻有著極大不同。廣東話版本是由劉卓輝填詞，是對山區農民生活的影射；而國語版則由姚若龍填詞，內容更為廣泛，是描述北方人重視固有生活的個性。

## 外部連結
- 農民MV （页面存档备份，存于）